# Trion (band)
Trion was een Nederlandse symfonische-rockband. De band bestond uit leden van de progressieve-rockbands Flamborough Head en Oddysice. Toetsenist Edo Spanninga bespeelde met name oude instrumenten zoals de mellotron. De naam van de band is dan ook afgeleid van de woorden trio en mellotron.
Trion werd oorspronkelijk opgericht als eenmalig project maar de leden besloten na positieve reacties op het debuutalbum Tortoise (2003) en hun bijdrage aan het conceptalbum The spaghetti epic (2005) door te gaan.

## Discografie
- Tortoise (2003)
- The spaghetti epic (2005)
- Pilgrim (2007)
- Funfair fantasy (2013)